# 용과 같이 1&2 HD EDITION
《용과 같이 1&2 HD EDITION》(일본어: 龍が如く1&2 HD EDITION 류가고도쿠 완안도츠 에이치디[*])는 세가(현: 세가 게임즈)에서 2012년 11월 1일에 발매된 플레이스테이션 3용 게임 소프트웨어이다. 2013년 8월 8일에 Wii U 이식판 《용과 같이 1&2 HD for Wii U》(일본어: 龍が如く1&2 HD for Wii U 류가고도쿠완안도츠 에이치디 포 위유[*])를 발매.

## 개요
플레이스테이션 2용 게임 소프트웨어 《용과 같이》와 《용과 같이 2》를 하나로 합친 것이다. 화질은 고해상도화됐으며, 화면 비율도 16:9 와이드로 표시되고 있다.
그 외, 공중전화에서의 아이템 정리나 음식점에서 먹었을 때의 체크마크, 전투시에 360도로 보이는 카메라 워크 등 이후의 작품에서 등장한 시스템도 도입되어있다.
플레이스테이션 3판
2012년 7월 19일에 공식 사이트에서 발표. 하드디스크에 게임 데이터를 설치하는 것으로 배틀로의 로딩 시간을 대폭 단축시킬 수가 있다.
종래 작과 같이, 본작의 클리어 데이터로도 이후의 작품에서 특전을 얻을 수 있다. 또, PS3 소프트웨어 때문에 트로피 기능에도 대응.
Wii U판
2013년 5월 17일에 세가 다이렉트에서 발표. Wii U GamePad에 맵 등을 표시한 채로 플레이 가능. 또, TV를 사용하지 않고 Wii U GamePad만으로도 플레이 가능.